# کتی ترنر
کتی ترنر (انگلیسی: Cathy Turner؛ زادهٔ ۱۰ آوریل ۱۹۶۲) اسکیت‌باز سرعت اهل ایالات متحده آمریکا بود.
وی در مسابقات کشوری و بین‌المللی در مجموع برندهٔ ۲ مدال طلا، ۱ مدال نقره، ۱ مدال برنز شده‌است.